# جانلوکا ناسو
 جانلوکا ناسو (انگلیسی: Gianluca Naso؛ زاده ۶ ژانویهٔ ۱۹۸۷) یک تنیس‌باز اهل ایتالیا است.